# 디아블
디아블(본명: 남대근, 2007년 10월 17일 ~ )은 대한민국의 리그 오브 레전드 프로게이머이다. 아이디는 Diable, 포지션은 AD캐리이다. 현재 BNK FearX에서 활동하고 있다.